# 메멘토 파크
메멘토 파크(Memento Park)는 헝가리 부다페스트에 있는 야외 박물관이다. 헝가리 인민공화국 시대의 기념비적인 조각상과 조각된 명판을 전시하고 있다. 1991년 부다페스트 총회(Fővárosi Közgyűlés)에서 발표한 경쟁에서 우승한 헝가리 건축가 엘레오드 아코스가 설계했다.